# Иоасаф (Заболотский)
Архиепископ Иоасаф (в миру Иван Заболотский; 1744, с. Заболотье, Владимирская губерния — 13 февраля 1788, Тверь) — епископ Русской православной церкви, духовный писатель, архиепископ Тверской и Кашинский (1783—1788).

## Биография
В 1757 году поступил в Троицкую Лаврскую семинарию. Среди его учителей были Гавриил (Петров) и Платон (Левшин). После окончании семинарии с 1770 года — преподаватель Новгородской семинарии.
В 1774 году принял монашество с именем Иоасаф.

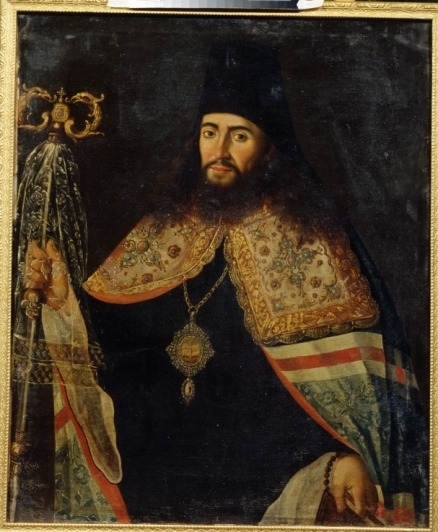
Портрет 1784 г.

С 1774 года — проповедник в Московской Славяно-греко-латинской академии.
С 1775 — игумен Московского Крестовоздвиженского монастыря.
С 1777 года — законоучитель в Петербургской Академии художеств.
С 1778 — архимандрит Троицкой Сергиевой пустыни.
С 1780 — член Святейшего Правительствующего Синода.
16 мая 1782 года назначен епископом Нижегородским и Алатырским.
С 22 сентября 1783 — епископ Тверской и Кашинский.
30 мая 1785 года возведён в сан архиепископа.
Скончался 13 февраля 1788 года. Погребен в Жёлтиковом монастыре.

## Литературная деятельность
Иоасаф (Заболотский) считался выдающимся проповедником, «витией». В философском смысле принадлежал к школе Платона Левшина. Нередко проповедовал при дворе Екатерины II, а также в Твери, Торжке, Вышнем Волочке, Нижнем Новгороде и других городах. Излюбленная жанровая форма проповедей — панегирик.
Некоторые его труды были изданы в сборниках его сочинений — в 1780, 1785, 1787 гг:
- «Слово о том, что не надобно бояться смерти, сказанное в Заиконоспасском монастыре» (1775)
- «Слово на день тезоименитства великого князя Александра Павловича» (1775)
- «Слово в день тезоименитства его императорского высочества благоверного государя великого князя Александра Павловича и в кавалерский праздник святого благоверного великого князя Александра Невского» (1778)
- «Слово в день обретения мощей преподобного Сергия» (1778)
- «Речь на пришествие её императорского величества в Троицкую Сергиеву пустынь» (1778)
- «Слово во вторую неделю Великого поста на новый 1779 год» (1779)

В 1786 году подготовил к печати и издал труд первого ректора Тверской семинарии архимандрита Макария «Богословие».